# Монада (теория категорий)
Монада в теории категорий — тройка {\displaystyle (T,\eta ,\mu )}, где:
- {\displaystyle T:K\to K} функтор из категории {\displaystyle K} в себя,
- {\displaystyle \eta :1_{K}\to T} естественное преобразование
- {\displaystyle \mu :T^{2}\to T} естественное преобразование
- следующая диаграмма коммутативна (ассоциативность):

- следующая диаграмма коммутативна (двухсторонняя единица):

Монада может быть определена через общее понятие моноида в моноидальной категории. Монада над категорией {\displaystyle K} — это моноид в моноидальной категории эндофункторов {\displaystyle \mathrm {End} (K)}.
Дуальное категорное понятие для монады — комонада.